# Катастрофа Convair 990 под Цюрихом
Катастрофа Convair 990 под Цюрихом — авиационная катастрофа в результате теракта, произошедшая в субботу 21 февраля 1970 года. Авиалайнер Convair CV-990-30A-6 Coronado авиакомпании Swissair выполнял межконтинентальный рейс SR330 по маршруту Цюрих—Тель-Авив—Гонконг, но через 7 минут после взлёта экипаж сообщил о разгерметизации в салоне и возврате в аэропорт вылета. Однако на обратном пути на борту самолёта возник пожар, в результате которого он потерял управление и рухнул в лес в 2 километрах от Вюренлингена и в 24 км от аэропорта Цюриха. Погибли все находившиеся на его борту 47 человек — 38 пассажиров и 9 членов экипажа.
Причиной катастрофы стал взрыв СВУ, изготовленного палестинскими террористами. Это крупнейший теракт в истории Швейцарии.

## Самолёт
Convair 990-30A-6 Coronado (CV-990A (30A-6)) (регистрационный номер HB-ICD, серийный 30-10-15) был выпущен в январе 1962 года, а 3 февраля того же года был передан заказчику — швейцарской авиакомпании Swissair, в которой получил имя Baselland. Оснащён четырьмя турбовентиляторными двигателями General Electric CJ805-23. На день катастрофы налетал 24 447 часов.

## Экипаж и пассажиры
Состав экипажа рейса SR330 был таким:
- Командир воздушного судна (КВС) — 45-летний Карл Берлингер (нем. Karl Berlinger). Родился 27 февраля 1924 года. Опытный пилот, в прошлом военный лётчик. Налетал 9674 часа, 1612 из них на CV-990[3][4].
- Второй пилот — 51-летний Арманд Этьен (нем. Armand Etienne). Родился 15 сентября 1918 года. Очень опытный пилот, налетал 18 429 часов, 1969 из них на CV-990[3][4].
- Бортинженер — 36-летний Вернер Гимми (нем. Werner Gimmi). Родился 9 ноября 1933 года. Налетал 6468 часов[4].

В салоне самолёта работали 6 бортпроводников:
- Ханс Мааг (нем. Hans Maag) — старший бортпроводник,
- Петер Фрай (нем. Peter Fray) — старший бортпроводник,
- Клэр Оборт (нем. Clair Aubort),
- Элейн Гайяр (нем. Elaine Gaillard),
- Дорис Руска (нем. Doris Rusca),
- Элейн Анри (нем. Elaine Henry).

| Гражданство    | Пассажиры | Экипаж | Всего |
| -------------- | --------- | ------ | ----- |
| Израиль        | 15        | 0      | 15    |
| ФРГ            | 9         | 0      | 9     |
| США            | 5         | 0      | 5     |
| Канада         | 2         | 0      | 2     |
| Мексика        | 2         | 0      | 2     |
| Бельгия        | 1         | 0      | 1     |
| Франция        | 1         | 0      | 1     |
| Таиланд        | 1         | 0      | 1     |
| Великобритания | 1         | 0      | 1     |
| Швейцария      | 1         | 9      | 10    |
| Всего          | 38        | 9      | 47    |

## Катастрофа
Ранее днём экипаж выполнил рейс по маршруту Цюрих—Дюссельдорф—Цюрих. Далее ему предстояло выполнить регулярный пассажирский рейс SR330 из Цюриха в Гонконг с промежуточной посадкой в Тель-Авиве. В 13:14 по местному времени (в 12:14 GMT) рейс 330 вылетел из аэропорта Цюриха с 9 членами экипажа и 38 пассажирами на борту, после чего выполнил левый доворот и начал набор высоты в южном направлении на горы Готард. Но в 13:21 (через 7 минут после взлёта), когда самолёт проходил высоту 4300 метров около Заттеля (в 41 километре южнее аэропорта вылета), пилоты неожиданно доложили на землю о разгерметизации лайнера и возврате в Цюрих. Авиадиспетчер дал указание поворачивать на курс 335°, после чего рейс 330 совершил большой правый разворот над Фирвальдштетским озером. Но так как экипаж несколько затянул с выходом из разворота, то самолёт теперь следовал курсом 060°, то есть на северо-восток, поэтому авиадиспетчер дал указание занимать курс 330°, что пилоты и выполнили плавным правым доворотом.
В 13:24 экипаж объявил аварийную ситуацию и доложил, что у них на борту пожар, после чего запросил прямой заход. Все вылеты из Цюриха были отменены, но ситуация на борту продолжала ухудшаться. В кабине экипажа отказали навигационные приборы, поэтому пилотам приходилось руководствоваться сообщениями с земли, чтобы занять северо-северо-западное направление на Цюрихское озеро; также на борту отключились электросистемы, а кабина пилотов начала наполняться дымом. Лайнер пролетел над Цюрихом, после чего развернулся влево, пролетел над Баденом, развернулся вправо и вновь направился на север. Авиадиспетчер предупредил об отклонениях с курса, на что пилоты передали, что из-за дыма в кабине они ничего не видят. Достигнув начала Рейна, лайнер стал входить во всё увеличивающийся крен влево, а в районе Клингнау вышел из облаков. За 50 секунд до катастрофы КВС дважды передал на землю: Мы падаем, прощайте все, прощайте все (англ. We are crashing, goodbye everybody, goodbye everybody), ещё через 6 секунд он скомандовал второму пилоту снизить мощность двигателей и следить за высотой, но из-за сильного задымления эти команды не были выполнены. Входя во всё более крутой левый штопор, рейс SR330 совершил три четверти оборота, прежде чем в 13:34:14 рухнул в лес в 24 километрах к западу-северо-западу от аэропорта Цюриха и в 2 километрах северо-западнее Вюренлингена. От удара о землю на высокой скорости самолёт взорвался и почти мгновенно разрушился на мельчайшие фрагменты. Взрыв был зафиксирован даже сейсмографами в институте Цюриха.
Все 47 человек на борту самолёта погибли. На тот момент это была крупнейшая катастрофа Convair 990, пока через 2 года её втрое не превзошла катастрофа на Тенерифе. Также на момент событий по масштабам занимала второе место в истории Швейцарии, на 2022 год — третье.

## Расследование
В ходе расследования был отмечен схожий инцидент, произошедший днём ранее около Франкфурта-на-Майне (ФРГ). Авиалайнер Sud Aviation SE-210 Caravelle VI-R австрийской авиакомпании Austrian Airlines (борт OE-LCU) выполнял рейс из Франкфурта-на-Майне в Вену, но через 20 минут после взлёта на эшелоне FL100 (3050 метров) внизу багажного отсека прогремел взрыв. В фюзеляже образовалось отверстие диаметром примерно 1 метр на 50 сантиметров, однако в тот раз остальной багаж поглотил значительную энергию взрывной волны и пожара на борту не возникло. Экипаж успел вернуться и приземлиться в аэропорту Франкфурта-на-Майне, никто из 5 членов экипажа и 33 пассажиров на борту не пострадал.
В ходе расследования инцидента с самолётом Austrian Airlines и катастрофы рейса SR330 было установлено, что в обоих случаях на борту произошёл взрыв бомбы в багажном отсеке. Сами бомбы были замаскированы под радиоприёмники, а в действие их приводили высотомеры; то есть СВУ взрывалось, когда самолёт находился на нужной высоте. Обломки высотомеров были найдены и показаны по телевизору, после чего в полицию позвонил владелец магазина приборов во Франкфурте-на-Майне и сообщил, что за несколько дней до терактов такие же высотомеры у него приобрели два палестинских студента. По наводке продавца эти два студента были арестованы. То, что одна из бомб оказалась на борту самолёта Swissair, было просто роковой случайностью. Посылку доставили из Франкфурта-на-Майне в Цюрих, после чего должны были доставить в Тель-Авив самолётом авиакомпании El Al. Однако израильский лайнер опаздывал с прибытием, поэтому груз был направлен попутным швейцарским рейсом SR330.
Ответственность за взрывы на самолётах Austrian Airlines и Swissair взяла на себя организация «Народный фронт освобождения Палестины — Главное командование». Что до задержанных палестинских студентов, то швейцарские власти их вскоре отпустили как непричастных. Уголовное расследование в отношении лиц, совершивших нападение, было окончательно закрыто Федеральной прокуратурой в ноябре 2000 года, поскольку нападавших не удалось идентифицировать и арестовать. В 2000 году федеральный суд Швейцарии пришёл к заключению, что не может точно определить организаторов теракта рейса SR330.

## Последствия катастрофы
После катастрофы рейса 330 швейцарские власти значительно усилили охрану аэропортов Женевы и Цюриха. В книге под названием «Schweizer Terrorjahre: Das geheime Abkommen mit der PLO» журналист NZZ Марсель Жир исследовал возможные причины, по которым ни один из подозреваемых террористов не был осужден. Тезис Жира заключается в том, что в 1970 году Швейцария и ООП заключили секретное соглашение, организованное тогдашним социал-демократическим федеральным советником Пьером Грабером, которое гарантировало, среди прочего, что два главных подозреваемых в нападении не будут арестованы, но, прежде всего, что палестинцы гарантировали, что они не будут совершать больше нападений на швейцарские цели в будущем. Взамен, утверждал Жир, Швейцария предоставила тогда находившейся в международной изоляции ООП разрешение на создание офиса в штаб-квартире ООН в Женеве. В ходе расследования 2016 года швейцарский парламент не нашел никаких доказательств того, что такая сделка когда-либо была согласована.